# Свидњичка
Свидњичка (слч. Svidnička) насељено је мјесто са административним статусом сеоске општине (слч. obec) у округу Свидњик, у Прешовском крају, Словачка Република.

## Становништво
| Година:    | 1994. | 2004. | 2014.   | 2024.   |
| ---------- | ----- | ----- | ------- | ------- |
| Број људи: | 132   | 132   | 139     | 135     |
| Разлика:   |       | +0 %  | +5,30 % | -2,87 % |

| Година:    | 2023. | 2024.   |
| ---------- | ----- | ------- |
| Број људи: | 132   | 135     |
| Разлика:   |       | +2,27 % |

Према подацима о броју становника из 2024. године насеље је имало 135 становника.